# Бернар, Эрик
Эри́к Берна́р (фр. Éric Bernard, 24 августа 1964, Мартиг) — французский автогонщик, пилот Формулы-1.

## Биография
В 1985 году стал чемпионом французской Формулы-Рено, в 1987 году завоевал вице-чемпионский титул французской Формулы-3. С 1988 года выступал в международной Формуле-3000, одержал одну победу на этапе в Хересе.
В сезоне 1989 провёл две гонки в чемпионате мира Формулы-1, выступая за команду «Ляррусс». На следующий год продолжил выступления в Формуле-1 за «Ляррусс», трижды набирал очки (лучший результат в сезоне - 4 место в Гран-при Великобритании), занял в общем зачёте чемпионата пилотов 13-е место. В 1991 году выступил хуже, лишь один раз завоевал шестое место и дважды не прошёл квалификацию. На тренировке перед Гран-при Японии 1991 года попал в аварию и сломал ногу.
После восстановления в 1993 году работал тест-пилотом команды Формулы-1 «Лижье», а в сезоне 1994 выступил за эту команду в качестве боевого пилота. На Гран-при Германии 1994 года, воспользовавшись многочисленными сходами лидеров, занял третье место, придя на свой единственный подиум в Формуле-1. В том же году провёл одну гонку (Гран-при Европы) за команду «Лотус». После ухода из Формулы-1 выступал в чемпионатах FIA GT и ALMS.
Крёстный отец пилота Формулы-1 Шарля Пика.

## Результаты гонок в Формуле-1
| Легенда к таблице |                                                                    |
| --- | ------------------------------------------------------------------ |
| В таблице перечислены результаты всех Гран-при Формулы-1, в которых принимал участие гонщик. Строками таблицы являются сезоны, столбцами — этапы чемпионата мира. В каждой клетке указаны сокращённое название этапа и результат, дополнительно обозначенный цветом. Расшифровка обозначений и цветов представлена в нижеследующей таблице. |                                                                    |
| \| Пример \| Описание \| \| ------------ \| ------------------------------------------------------------------ \| \| 1 \| Победитель \| \| 2 \| Второе место \| \| 3 \| Третье место \| \| 5 \| Финишировал, заработав очки \| \| Сход \| Не финишировал, но при этом заработал очки \| \| 12 \| Финишировал, не получив очков \| \| НКЛ \| Финишировал, но не попал в финальную классификацию \| \| 15 \| Участвовал вне зачёта, либо по отдельной классификации \| \| 18 \| Не финишировал, но попал в финальную классификацию \| \| Сход \| Не финишировал \| \| НКВ \| Не прошёл квалификацию \| \| НПКВ \| Не прошёл предквалификацию \| \| ДСК \| Дисквалифицирован \| \| ИСК \| Исключён из протокола соревнований \| \| ТТ \| Заявлен для участия только в тренировках \| \| НС \| Участвовал в квалификации, но не стартовал в гонке \| \| Т \| Травмирован или болен \| \| ОТК \| Отказ от участия \| \| НТР \| Прибыл на соревнования, но на трассу не выезжал \| \| НПР \| Был заявлен в числе участников, но не прибыл к началу соревнований \| \| О \| Соревнования отменены \| \| \| Не участвовал \| \| Поул-позиция \| \| \| Быстрый круг \| \| |                                                                    |
| Пример | Описание                                                           |
| 1 | Победитель                                                         |
| 2 | Второе место                                                       |
| 3 | Третье место                                                       |
| 5 | Финишировал, заработав очки                                        |
| Сход | Не финишировал, но при этом заработал очки                         |
| 12 | Финишировал, не получив очков                                      |
| НКЛ | Финишировал, но не попал в финальную классификацию                 |
| 15 | Участвовал вне зачёта, либо по отдельной классификации             |
| 18 | Не финишировал, но попал в финальную классификацию                 |
| Сход | Не финишировал                                                     |
| НКВ | Не прошёл квалификацию                                             |
| НПКВ | Не прошёл предквалификацию                                         |
| ДСК | Дисквалифицирован                                                  |
| ИСК | Исключён из протокола соревнований                                 |
| ТТ | Заявлен для участия только в тренировках                           |
| НС | Участвовал в квалификации, но не стартовал в гонке                 |
| Т | Травмирован или болен                                              |
| ОТК | Отказ от участия                                                   |
| НТР | Прибыл на соревнования, но на трассу не выезжал                    |
| НПР | Был заявлен в числе участников, но не прибыл к началу соревнований |
| О | Соревнования отменены                                              |
| | Не участвовал                                                      |
| Поул-позиция |                                                                    |
| Быстрый круг |                                                                    |

| Сезон | Команда   | Шасси        | Двигатель   | Ш | 1        | 2        | 3        | 4        | 5        | 6        | 7        | 8        | 9        | 10       | 11       | 12       | 13       | 14       | 15       | 16       | Место | Очки |
| ----- | --------- | ------------ | ----------- | - | -------- | -------- | -------- | -------- | -------- | -------- | -------- | -------- | -------- | -------- | -------- | -------- | -------- | -------- | -------- | -------- | ----- | ---- |
| 1989  | Larrousse | Lola LC89    | Lamborghini | G | БРА      | САН      | МОН      | МЕК      | США      | КАН      | ФРА 11   | ВЕЛ Сход | ГЕР      | ВЕН      | БЕЛ      | ИТА      | ПОР      | ИСП      | ЯПО      | АВС      | —     | 0    |
| 1990  | Larrousse | Lola LC89B   | Lamborghini | G | США 8    | БРА Сход |          |          |          |          |          |          |          |          |          |          |          |          |          |          | 13    | 5    |
| 1990  | Larrousse | Lola 90      | Lamborghini | G |          |          | САН 13   | МОН 6    | КАН 9    | МЕК Сход | ФРА 8    | ВЕЛ 4    | ГЕР Сход | ВЕН 6    | БЕЛ 9    | ИТА Сход | ПОР Сход | ИСП Сход | ЯПО Сход | АВС Сход | 13    | 5    |
| 1991  | Larrousse | Lola 91      | Cosworth    | G | США Сход | БРА Сход | САН Сход | МОН 9    | КАН Сход | МЕК 6    | ФРА Сход | ВЕЛ Сход | ГЕР Сход | ВЕН Сход | БЕЛ Сход | ИТА Сход | ПОР НКВ  | ИСП Сход | ЯПО НКВ  | АВС      | 18    | 1    |
| 1994  | Ligier    | Ligier JS39B | Renault     | G | БРА Сход | ТИХ 10   | САН 12   | МОН Сход | ИСП 8    | КАН 13   | ФРА Сход | ВЕЛ 13   | ГЕР 3    | ВЕН 10   | БЕЛ 10   | ИТА 7    | ПОР 10   |          |          |          | 18    | 4    |
| 1994  | Lotus     | Lotus 109    | Mugen Honda | G |          |          |          |          |          |          |          |          |          |          |          |          |          | ЕВР 18   | ЯПО      | АВС      | 18    | 4    |